# Dufresne (groupe)
Pour les articles homonymes, voir Dufresne.
Dufresne est un groupe de post-hardcore italien, originaire de Vicence.

## Biographie
Dufresne est formé en janvier 2004 avec Nicola « Dominik » Cerantola au chant, Davide Zenorini à la batterie, Matteo « Ciube » Tabacco à la basse et au chant, Luca Dal Lago à la guitare et Alessandro Costa aux claviers. Le nom du groupe dérive d'Andy Dufresne, le principal protagoniste du livre The Shawshank Redemption de Stephen King.
En 2005, le groupe enregistre une démo entièrement chantée en italien. Plus tard, le groupe enregistre six chansons chantées en anglais. En 2006, Dufresne signe avec le label V2 Records et publie son premier album, Atlantic. En soutien à l'album, le groupe participe à la tournée Taste of Chaos Tour, avec Underoath en Italie, puis embarque dans une tournée européenne qui comprend des dates en France, en Allemagne, en Belgique, aux Pays-Bas et au Royaume-Uni,. 
En octobre 2007, le groupe part à Richmond, en Virginie, pour enregistrer son deuxième album, Lovers, avec le producteur Andreas Magnusson. Lovers est publié le 11 avril 2008 via V2 Records/Universal Music Group. Après la sortie de Lovers, Dufresne tourne en Italie avec Linea 77.
En 2009, Dufresne signe avec Wynona Records. Le 14 mai 2010, le groupe publie son troisième album, AM:PM,. En juillet 2013, leur page Facebook indique que Dufresne est en pause.

## Membres
- Nicola « Dominik » Cerantola – chant
- Matteo « Ciube » Tabacco – basse, chant
- Luca Dal Lago – guitare
- Davide Zenorini – batterie
- Alessandro Costa – claviers

## Discographie
- 2006 : Atlantic (V2 Records)
- 2008 : Lovers (Universal Music/V2 Records)
- 2010 : AM:PM (Wynona Records)